# Asifabad
Asifabad es una ciudad censal situada en el distrito de Kumaram Bheem Asifabad en el estado de Telangana (India). Su población es de 23059 habitantes (2011). Se encuentra a orillas del río Peddavagu, a 309 km al norte de Hyderabad, la capital del estado.

## Demografía
Según el censo de 2011 la población de Asifabad era de 23059 habitantes, de los cuales 11547 eran hombres y 11512 eran mujeres. Asifabad tiene una tasa media de alfabetización del 77,26%, superior a la media estatal del 67,02%: la alfabetización masculina es del 84,48%, y la alfabetización femenina del 70,04%.